# Indotritia jacoti
Indotritia jacoti är en kvalsterart som beskrevs av Wojciech Niedbała 200. Indotritia jacoti ingår i släktet Indotritia och familjen Oribotritiidae. Inga underarter finns listade i Catalogue of Life.